# NFC East
NFC East är en av åtta divisioner i National Football League (NFL). NFC East är den östra divisionen i National Football Conference (NFC).
Divisionen består av de fyra klubbarna Dallas Cowboys, New York Giants, Philadelphia Eagles och Washington Commanders.